# هولتسهایم (نوی-اولم)
هولتسهایم (به آلمانی: Holzheim) یک شهر در آلمان است که در Neu-Ulm واقع شده‌است.